# Taça Ibérica
A Copa Ibérica(pt-BR) ou Taça Ibérica(pt-PT?) (es. Copa Ibérica) foi uma competição de futebol disputada por duas equipas (uma portuguesa e outra espanhola) que se sagraram campeãs numa das principais competições de cada país - liga ou taça nacional (com a exceção da edição de 2000, na qual a equipa representante de Espanha venceu uma competição internacional, a Liga dos campeões da UEFA) - muito semelhante a uma supertaça, para decidir qual foi a melhor equipa da Península Ibérica nessa temporada. A competição não é realizada desde 2005.

## História
A primeira edição da Taça Ibérica foi disputada a 7 de julho de 1935, entre o campeão português (FC Porto) e o campeão espanhol (Real Bétis) da época de 1934/35 com vitória do clube português, mas sem reconhecimento pelas federações nacionais de futebol.
A competição voltou-se a realizar 48 anos depois, entre 17 e 24 de agosto de 1983, numa disputa a duas mãos, entre os campeões da época de 1982/83 de Portugal (SL Benfica) e Espanha (Athletic Bilbao). O troféu foi oficialmente reconhecido pelas 2 federações (FPF e RFEF). A FPF ofereceu a taça ao vencedor, taça essa idêntica à antiga Supertaça Cândido de Oliveira.
Oito anos mais tarde, o campeão português, SL Benfica, e o vencedor da Taça do Rei, Atlético de Madrid, da época de 1990/91, disputaram, entre 7 e 13 de agosto de 1991, a terceira edição desta competição, que acabou vencida pelos espanhóis.
De volta com o formato de um único jogo, o campeão europeu, Real Madrid, e o campeão português, Sporting CP, da temporada de 1999/00 defrontaram-se. Foi a única edição em que jogou o vencedor de uma competição europeia (até ao momento apenas tinham disputado a competição os campeões da liga ou das taças nacionais).[carece de fontes?]
Finalmente, em 2005 defrontaram-se os campeões das duas taças nacionais da temporada de 2004/05, Vitória FC e Real Betis. Desta vez, as equipas pediram às duas federações nacionais de futebol a aprovação de mais uma edição da Taça Ibérica, sendo a nova edição reconhecida apesar de ter sido disputada com caráter amigável.[carece de fontes?]

## Vencedores
| Ano  | Campeão            | Competição       | Resultados | Vice-campeão    | Competição        | Ref.                |
| ---- | ------------------ | ---------------- | ---------- | --------------- | ----------------- | ------------------- |
| 1935 | Porto              | Primeira Liga    | 4-2        | Real Bétis      | La Liga           | [ 1 ]               |
| 1983 | Benfica            | Primeira Liga    | 1-2 e 3-1  | Athletic Bilbao | La Liga           | [ 2 ]               |
| 1991 | Atlético de Madrid | Copa del Rey     | 1-1 e 3-2  | Benfica         | Primeira Liga     | [ 4 ]               |
| 2000 | Sporting           | Primeira Liga    | 2-1        | Real Madrid     | Liga dos Campeões | [carece de fontes?] |
| 2005 | Vitória de Setúbal | Taça de Portugal | 2-1        | Real Betis      | Copa del Rey      | [carece de fontes?] |

## Performances por clubes
| Clube              | Campeão  | Vice-campeão   |
| FC Porto           | 1 (1935) |                |
| SL Benfica         | 1 (1983) | 1 (1991)       |
| Atlético de Madrid | 1 (1991) |                |
| Sporting SC        | 1 (2000) |                |
| Vitória FC         | 1 (2005) |                |
| Real Bétis         |          | 2 (1935, 2005) |
| Athletic Bilbao    |          | 1 (1983)       |
| Real Madrid        |          | 1 (2000)       |

## Performances por países
| País     | Campeão                     | Vice-campeão                |
| Portugal | 4 (1935, 1983, 2000 e 2005) | 1 (1991)                    |
| Espanha  | 1 (1991)                    | 4 (1935, 1983, 2000 e 2005) |